# Steve Scheffler
Stephen Robert „Steve“ Scheffler (* 3. September 1967 in Grand Rapids) ist ein ehemaliger US-amerikanischer Basketballspieler.

## Laufbahn
Scheffler legte als Student eine erfolgreiche Zeit an der Purdue University hin. Der 2,06 Meter große Innenspieler bestritt 110 Spiele, in denen er im Schnitt 10,5 Punkte und 4,9 Rebounds erzielte. Im Sommer 1989 gewann er mit der US-Auswahl die Sommeruniversiade in Duisburg. Betreut wurde die Studentennationalmannschaft von Gene Keady, Schefflers Trainer an der Purdue University.
Insbesondere in der Saison 1989/90 machte er auf sich aufmerksam, kam für Purdue auf 16,8 Punkte sowie 6,1 Rebounds je Einsatz und wurde als Spieler des Jahres der Big Ten Conference ausgezeichnet. Mit einer Feldwurfquote von 68,5 Prozent während seiner vier Jahre als Mitglied der Hochschulmannschaft stellte Scheffler eine Bestmarke für die Purdue University auf. Damit zog er das Interesse von NBA-Mannschaften auf sich, die Charlotte Hornets sicherten sich im Draftverfahren der NBA im Jahr 1990 die Rechte an Scheffler, der in der zweiten Auswahlrunde an insgesamt 39. Stelle aufgerufen wurde.
Zwischen 1990 und 1997 kam Scheffler auf 174 NBA-Spiele. Die meisten (124) bestritt er für die Seattle SuperSonics, bei denen er von 1992 bis 1997 unter Vertrag stand. Zu Beginn seiner Profizeit war er Spieler der Charlotte Hornets (1990/91), in der Saison 1991/92 bestritt er einige Begegnungen für die Sacramento Kings, dann für die Denver Nuggets, weilte aber die meiste Zeit in der Continental Basketball Association (CBA) bei der Mannschaft Quad City Thunder (41 Spiele: 14,9 Punkte, 7,5 Rebounds je Einsatz). In der NBA blieb Scheffler Ergänzungsspieler, sein bester Punktwert in einer Saison waren 2,3 je Begegnung, erzielt 1992/93 im Dress Seattles. Mit derselben Mannschaft stand er 1995/96 an der Seite von Shawn Kemp, Gary Payton und Detlef Schrempf in der NBA-Finalserie, unterlag aber den Chicago Bulls.
In der Saison 1998/99 stand er in der CBA wieder in Quad City unter Vertrag, er bestritt in diesem Spieljahr auch 13 Partien für die Yakima Sun Kings.
Er ist der jüngere Bruder von Tom Scheffler.